# Jeleń (województwo wielkopolskie)
Jeleń – zniesiona nazwa osady leśnej w Polsce, położona w województwie wielkopolskim, w powiecie wągrowieckim, w gminie Gołańcz.
W latach 1975–1998 miejscowość położona była w województwie pilskim.
Nazwa miejscowości została zniesiona z 2022.